# Aketza Peña

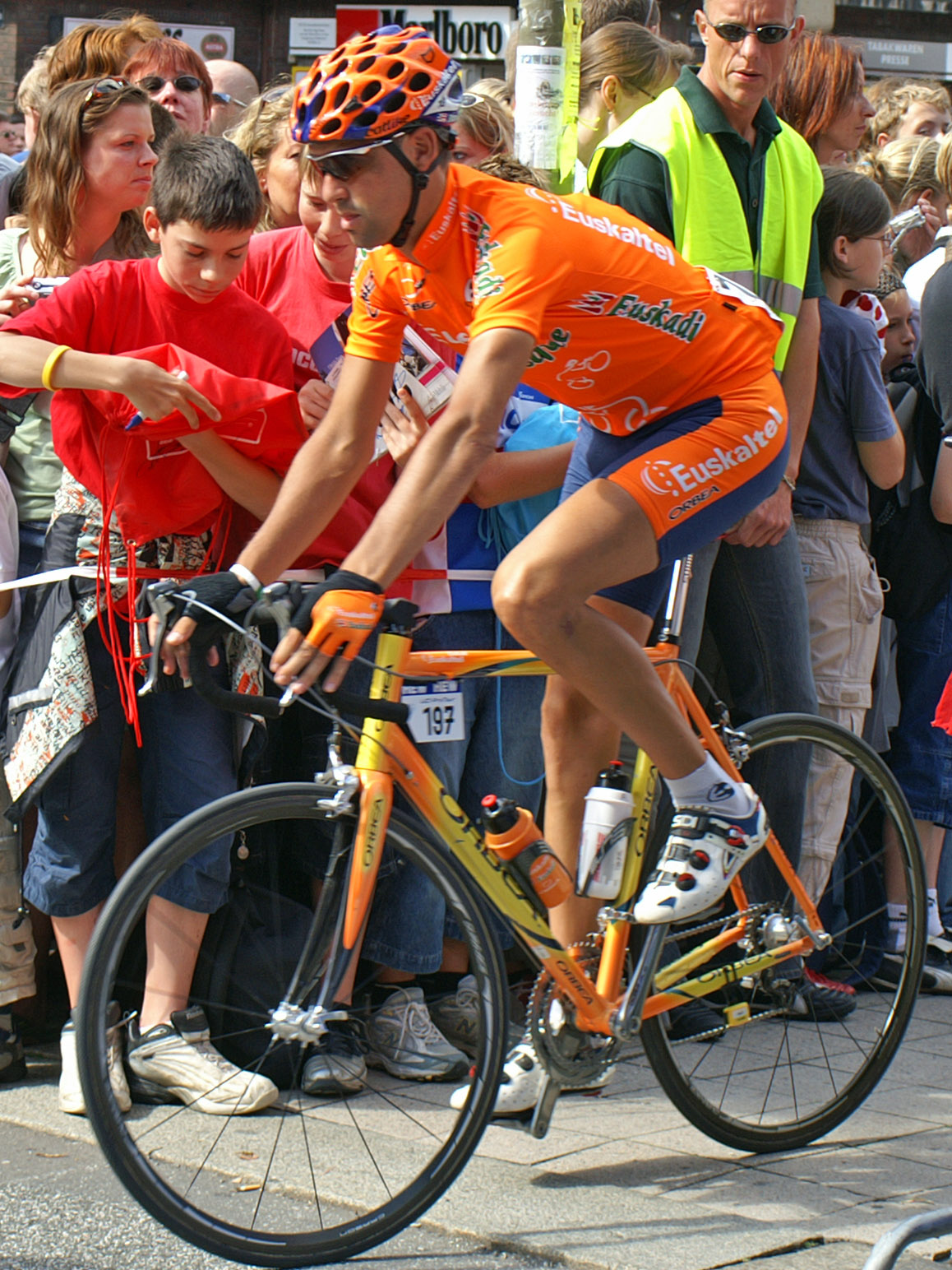
Aketza Peña bei den HEW Cyclassics 2005 in Hamburg

Aketza Peña Iza (* 4. März 1981 in Zalla) ist ein spanischer Radrennfahrer.
Aketza Peña begann seine internationale Karriere 2004 bei dem baskischen Radsportteam Euskaltel-Euskadi. Bei der Vuelta a Castilla y León 2006 wurde der Baske auf der letzten Etappe knapp geschlagener Zweiter hinter dem Gesamtsieger Alexander Winokurow.
Am 24. April 2007 wurde Peña bei der Trentino-Rundfahrt positiv auf das Muskelaufbau-Präparat Nandrolon getestet worden. Nachdem dieses Testergebnis während des Giro d’Italia 2007 bekannt wurde, suspendierte ihn seine Mannschaft und er musste das Rennen verlassen. Er wurde mit Wirkung vom 11. Januar 2008 für zwei Jahre gesperrt.
Nach Ablauf seiner Sperre fuhr er 2010 für das spanische Continental Team Caja Rural. Danach widmete er sich vermehrt dem Cyclocross und gewann 2014 die Bronzemedaille bei den spanischen Meisterschaften in dieser Disziplin.

## Teams
- 2004 Euskaltel-Euskadi
- 2005 Euskaltel-Euskadi
- 2006 Euskaltel-Euskadi
- 2007 Euskaltel-Euskadi
- 2009 Cartaxo-Capital do Vinho
- 2010 Caja Rural